# Crosslauf-Weltmeisterschaften 1984
Die 12. Crosslauf-Weltmeisterschaften der IAAF fand am 25. März 1984 auf dem Meadowlands Racetrack in East Rutherford (Vereinigte Staaten) statt.
Die Männer starteten über eine Strecke von 12,086 km, die Frauen über 5 km und die Junioren über 8 km.

## Ergebnisse

### Männer

#### Einzelwertung
| Platz | Athlet         | Land | Zeit (min) |
| ----- | -------------- | ---- | ---------- |
| 1     | Carlos Lopes   | POR  | 33:25      |
| 2     | Tim Hutchings  | ENG  | 33:30      |
| 3     | Steve Jones    | WAL  | 33:32      |
| 4     | Pat Porter     | USA  | 33:34      |
| 5     | Wilson Waigwa  | KEN  | 33:41      |
| 6     | Ed Eyestone    | USA  | 33:46      |
| 7     | Pierre Levisse | FRA  | 33:51      |
| 8     | Bekele Debele  | ETH  | 33:52      |

Von 240 gestarteten Athleten erreichten 238 das Ziel.
Teilnehmer aus deutschsprachigen Ländern:
- 12: Christoph Herle (FRG), 34:01
- 45: Hans-Jürgen Orthmann (FRG), 34:34
- 53: Frank Zimmermann (FRG), 34:40
- 56: Michael Scheytt (FRG), 34:41
- 114: Konrad Dobler (FRG), 35:24
- 121: Kurt Hürst (SUI), 35:31
- 122: Robert Schneider (FRG), 35:31
- 128: Bernd Rangen (FRG), 35:39
- 133: Roland Hertner (SUI), 35:43
- 136: Beat Steffen (SUI), 35:44
- 140: Marius Hasler (SUI), 35:48
- 142: Martin Schmid (SUI), 35:49
- 178: Hugo Rey (SUI), 36:42
- 189: Martin Grüning (FRG), 37:09

#### Teamwertung
| Platz | Land und Athleten                                                                                  | Gesamtpunktzahl und Einzelplatzierung |
| ----- | -------------------------------------------------------------------------------------------------- | ------------------------------------- |
| 1     | Äthiopien Bekele Debele Adugna Lema Mohamed Kedir Dereje Nedi Eshetu Tura Wodajo Bulti             | 134 08 09 016 024 031 046             |
| 2     | Vereinigte Staaten Pat Porter Ed Eyestone Craig Virgin John Easker Jeff Drenth Mark Stickley       | 161 04 06 017 028 041 065             |
| 3     | Portugal Carlos Lopes Fernando Mamede António Leitão João Campos Ezequiel Canário Joaquim Pinheiro | 223 01 023 025 026 064 084            |

Insgesamt wurden 28 Teams gewertet. Die bundesdeutsche Mannschaft belegte mit 402 Punkten den elften und die Schweizer Mannschaft mit 850 Punkten den 21. Platz.

### Frauen

#### Einzelwertung
| Platz | Athletin           | Land | Zeit (min) |
| ----- | ------------------ | ---- | ---------- |
| 1     | Maricica Puică     | ROU  | 15:56      |
| 2     | Galina Sacharowa   | URS  | 15:58      |
| 3     | Grete Waitz        | NOR  | 15:58      |
| 4     | Ingrid Kristiansen | NOR  | 16:04      |
| 5     | Jane Furniss       | ENG  | 16:10      |
| 6     | Christine Benning  | ENG  | 16:15      |
| 7     | Midde Hamrin       | SWE  | 16:16      |
| 8     | Angela Tooby       | WAL  | 16:18      |

Von 109 gestarteten Athletinnen erreichten 108 das Ziel.
Die einzige Teilnehmerin aus einem deutschsprachigen Land war Ellen Wessinghage aus der BRD (Platz 53 in 17:05).

#### Teamwertung
| Platz | Land und Athletinnen                                                           | Gesamtpunktzahl und Einzelplatzierung |
| ----- | ------------------------------------------------------------------------------ | ------------------------------------- |
| 1     | Vereinigte Staaten Betty Springs Cathy Branta Sabrina Dornhoefer Cathie Twomey | 52 09 10 16 17                        |
| 2     | England Jane Furniss Christine Benning Ruth Smeeth Carole Bradford             | 65 05 06 15 39                        |
| 3     | Neuseeland Dianne Rodger Mary O’Connor Christine Hughes Sue Bruce              | 91 14 19 27 31                        |

Insgesamt wurden 17 Teams gewertet.

### Junioren

#### Einzelwertung
| Platz | Athlet           | Land | Zeit (min) |
| ----- | ---------------- | ---- | ---------- |
| 1     | Pere Casacuberta | ESP  | 21:32      |
| 2     | Doju Tessema     | ETH  | 21:34      |
| 3     | John Castellano  | CAN  | 21:37      |

Alle 94 gestarteten Athleten erreichten das Ziel.
Teilnehmer aus deutschsprachigen Ländern:
- 62: Heinz-Bernd Bürger (FRG), 22:58
- 80: Beat Nyffenegger (SUI), 23:41
- 83: Markus Schoni (SUI), 23:49

#### Teamwertung
| Platz | Land und Athleten                                                         | Gesamtpunktzahl und Einzelplatzierung |
| ----- | ------------------------------------------------------------------------- | ------------------------------------- |
| 1     | Äthiopien Doju Tessema Belaye Teshome Kalcha Abcha Wolde Silasse Melkessa | 21 02 04 07 08                        |
| 2     | Spanien Pere Casacuberta Antonio Pérez Joseba Sarriegui José Sanchez      | 34 01 05 11 17                        |
| 3     | England Paul Roden David Miles Karl Palmer David Robinson                 | 68 06 10 22 30                        |

Insgesamt wurden 15 Teams gewertet.